# Emmanuel Laroche

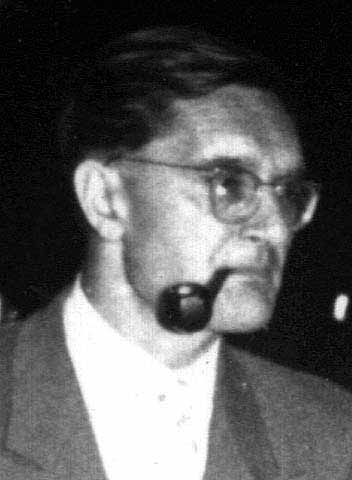
Emmanuel Laroche (1975)

Emmanuel Laroche (* 11. Juli 1914 in Clamart; † 16. Juni 1991 in Montfort-l’Amaury) war ein französischer Sprachwissenschaftler. Sein Spezialgebiet waren die antiken anatolischen Sprachen und das Hurritische. 

## Leben
Emmanuel Laroche studierte an der École normale supérieure in Paris. Er spezialisierte sich auf die Sprachen und Kulturen des antiken Anatoliens, insbesondere auf die Hethiter und die Hethitische Sprache. Nach Lehrtätigkeit in Nancy von 1942 bis 1945 lehrte er von 1946 bis 1972 an der Universität Straßburg, parallel dazu seit 1954 an der École Pratique des Hautes Études. Von 1965 bis 1975 war er dazu Direktor des Institut français d’archéologie d’Istanbul. Von 1973 bis 1985 war er Professor für Sprachen und Zivilisation Kleinasiens am Collège de France.
Laroche war auch archäologisch tätig, unter anderem zwischen 1971 und 1982 in Meydancıkkale bei Gülnar in Kilikien (Südtürkei).
Seit 1972 war er Mitglied der Académie des Inscriptions et Belles-Lettres.

## Schriften (Auswahl)
- Recherches sur les noms des dieux hittites (=Revue hittite et asianique. Band 7, Faszikel 46) Paris 1947, S. 7–139 (persee.fr)
- Recueil d’onomastique hittite. Paris 1951.
- Dictionnaire de la langue Louvite (= Bibliothèque Archéologique et Historique de l’Institut Français d’Archéologie d’Istanbul. Bd. 6).  Librairie Adrien-Maisonneuve, Paris 1959.
- Les hiéroglyphes hittites. Première Partie: l’écriture. Paris 1960 (archive.org).
- Les noms des hittites (= Etudes linguistiques. Bd. 4). Paris 1966.
- Catalogue des Textes Hittites (= Études et Commentaires. Bd. 75). Klincksieck, Paris 1971.
- Glossaire de la langue hourrite (= Études et Commentaires. Bd. 93). Klincksieck, Paris 1980, ISBN 2-252-01984-0 (archive.org).
- Les noms des hittites. Supplement. In: Hethitica. Band 4, 1981, S. 3–58.